# Kirby: Incubo nella Terra dei Sogni
Kirby: Incubo nella Terra dei Sogni è una nuova versione per Game Boy Advance del videogioco degli anni novanta Kirby's Adventure. Il gioco è conosciuto in giapponese come Hoshi no Kirby: Yume no Izumi Deluxe (星のカービィ 夢の泉デラックス?, Hoshi no Kābī Yume no Izumi Derakkusu) e in inglese come Kirby: Nightmare in Dream Land. Il gioco è stato distribuito in Giappone il 25 ottobre 2002, in Nord America il 2 dicembre 2002, mentre per quanto riguarda l'Europa è arrivato nel tardo 2003.

## Trama
La pace a di Dream Land è in pericolo perché King Dedede ha rubato la Star Rod, oggetto che permette agli abitanti di Dream Land di trascorrere notti serene e piene di sogni, e lo ha spezzato in sette pezzi. Kirby decide allora di mettersi in viaggio per recuperare lo Star Rod e riportare i sogni a Dream Land.

## Modalità di gioco

Immagine di gioco. Kirby è in possesso dell'abilità di copia Elettro, con la quale può folgorare i nemici nelle immediate vicinanze. In basso sono visibili il numero di vite disponibili, i punti vita e il punteggio totalizzato.

Kirby: Incubo nella Terra dei Sogni è in grafica 2D, ma ovviamente presenta un miglioramento, nella grafica e nell'audio, rispetto alla sua versione originale. Il gioco permette più salvataggi, in ognuno sono disponibili: la modalità "storia"; 4 minigiochi più un quinto sbloccabile al completamento della modalità storia che permette di giocare nel panni di Meta Knight (consiste nel terminare tutto il gioco nel minor tempo possibile, col minimo disponibile di vite, senza possibilità di interruzioni); la possibilità di ascoltare tutti i brani e i suoni del gioco. I minigiochi consistono in una gara di corsa, una di volley con bombe e una gara di concentrazione a chi sferra il primo colpo.
Il gioco ha due modalità: normale ed extra, che accorcia la barra massima della vita di Kirby da cinque a tre, in ogni modalità è possibile utilizzare il multiplayer. Il gameplay per giocatore singolo e multiplayer è identico.
Il gioco è diviso in 7 "stanze" a tema, ognuna di esse divisa in 6 livelli (a tema anch'essi) a cui si accede tramite delle porte. Alcune porte invece tramite la Stella Warp fungono da trasporto per qualunque stanza già visitata; altre portano a uno o due minigiochi per recuperare vite e altre ancora a un piccolo museo dove recuperare un potere a scelta (due diversi per ogni stanza).

## Accoglienza
| Testata                            | Giudizio |
| ---------------------------------- | -------- |
| Metacritic (media al 26-06-2022)   | 81/100   |
| GameRankings (media al 09-12-2019) | 79.74%   |
| GamePro                            | 3.8/5    |
| Game Informer                      | 8.8/10   |
| IGN                                | 8.5/10   |
| Nintendo Power                     | 8.4/10   |
| GameNOW                            | 8.3/10   |
| GMR                                | 8/10     |
| Electronic Gaming Monthly          | 8/10     |
| Nintendo World Report              | 8/10     |
| GameSpot                           | 7.9/10   |
| GameSpy                            | 72/100   |
| Eurogamer                          | 7/10     |

Secondo il sito web aggregatore di recensioni Metacritic, Kirby: Incubo nella Terra dei Sogni ha un punteggio di 81/100 basato su 24 recensioni professionali indicando recensioni "generalmente favorevoli". 
GamePro gradì molto il gioco e concluse la recensione affermando "si insinuerà nella tua psiche e ti farà canticchiare a intervalli casuali durante il giorno. Anche Game Informer fu molto positivo e scrisse: "Kirby bello. Me piace. Tu compri. Tutti felici". IGN riferì che bisognava tenere presente che c'erano molte scoperte da fare durante il gioco e ci voleva una piccola strategia per completarlo al 100%, il che permetterà di ottenere qualcosa di "extra". Nintendo Power trovò molte fantastiche mosse che imitavano i cattivi e una raccolta di bellissimi fondali rendevano il gioco divertente da giocare e fantastico da guardare. GameNOW scrisse che la longevità era più o meno di tre ore che definì incredibilmente divertenti, senza un grammo di noia o monotonia, il che fu considerato come un aspetto raro.
GMR si limitò a descriverlo come un remake del classico per NES e gli diede come voto un 8. Electronic Gaming Monthly trovò che per completare il gioco erano richieste solo poche ore e c'erano pochi incentivi per giocarci nuovamente. Nonostante ciò era molto divertente rispetto alla maggior parte dei platform in circolazione. Nintendo World Report lo apprezzò trovandolo un titolo davvero fantastico, che funzionava bene ed era divertente, ma era troppo corto. GameSpot disse che compensava il suo gameplay semplicistico e la breve avventura con una grande varietà di contenuti. GameSpy invece fu più negativo, reputandolo molto noioso. Eurogamer lo criticò per la sua scarsa longevità nonostante la presenza dei giochi multiplayer.